# Venduti
Venduti è il sesto album in studio del gruppo musicale italiano Boomdabash, pubblicato il 14 luglio 2023 dalla Soulmatical.

## Descrizione
Composto da tredici brani, l'album presenta sette collaborazioni: il duo Paola & Chiara, Cham, Emma, Annalisa, VillaBanks, Al Bano e gli Eiffel 65. In un'intervista rilasciata al Corriere della Sera, il gruppo ha spiegato il significato del titolo e il significato del disco:

## Promozione
Il primo estratto dall'album è stata la collaborazione Tropicana con Annalisa il 10 giugno 2022. Il secondo singolo estratto, Heaven con gli Eiffel 65, è stato pubblicato il 9 dicembre 2022. Il terzo singolo estratto L'unica cosa che vuoi non presenta collaborazioni ed è stato pubblicato il 7 aprile 2023. Il quarto singolo, Lambada, vede la partecipazione vocale di Paola & Chiara, ed è stato pubblicato il 16 giugno 2023. Il quinto singolo, Manifesto, è uscito il 20 ottobre 2023.
Il 29 marzo 2024 è stato poi pubblicato il singolo Tutta un'altra storia, inserito nella riedizione digitale del disco.

## Accoglienza
| Recensione | Giudizio |
| ---------- | -------- |
| Newsic     | 5,5/10   |
| Ondarock   | 3/10     |

All Music Italia afferma che l'album presenti «da una parte sound carichi e frizzanti, dall’altra brani dal carattere più intimista», con «produzioni musicali degli inizi, dancehall, reggae, portate a un livello superiore». Rockol si sofferma sul titolo, definendolo «una provocazione» a chi accusa la band «di essere diventati una macchina sforna hit», paragonandoli ai Sud Sound System.
Marco De Crescenzo di Newsic riporta che nell'album «piacciono quando escono dalla sfera della hit facile», apprezzando il brano con Emma in cui «si sono miscelati bene al suo graffio» e «tracciano un percorso musicale nuovo, un metodo di scrivere inesplorato che dimostra ancora una volta la loro abilità di vestire abiti diversi», definendo la collaborazione con Al Bano il migliore «racconto del sud nei suoni, negli odori, nelle sensazioni e nella sensibilità della loro amata terra è perfetta».

## Tracce
1. Intro Venduti – 1:58
2. Lambada (feat. Paola & Chiara) – 2:55
3. Smoking on the Lambo (feat. Cham) – 3:47
4. L'unica cosa che vuoi – 2:58
5. Graffiti (feat. Emma) – 3:34
6. Champion Sound – 3:19
7. Tropicana (con Annalisa) – 2:52
8. Mare nel deserto – 3:06
9. Fake Taxi (feat. VillaBanks) – 3:36
10. Manifesto – 2:32
11. Sud (feat. Al Bano) – 3:56
12. Heaven (feat. Eiffel 65) – 2:48
13. Santorini – 2:39

Traccia bonus nella riedizione digitale
1. Tutta un'altra storia – 2:44

## Classifiche

### Classifiche settimanali
| Classifica (2023) | Posizione massima |
| ----------------- | ----------------- |
| Italia            | 9                 |

### Classifiche di fine anno
| Classifica (2023) | Posizione |
| ----------------- | --------- |
| Italia            | 93        |